# Europastraße 591
Die Europastraße 591 (kurz: E 591) ist eine Europastraße in Russland.

## Verlauf
Die Europastraße 591 ersetzt ein Teilstück der Europastraße 115 und beginnt in Noworossijsk und endet südlich von Rostow am Don.

## Nachweise
- European Agreement on Main International Traffic Arteries (AGR) (englisch, mit Liste Europastraßen; PDF; 275 kB)
- AGR Map (Karte Europastraßen; PDF; 319 kB)